# Eščё ne večer
Eščё ne večer (Ещё не вечер) è un film del 1974 diretto da Nikolaj Vasil'evič Rozancev.

## Trama
Il film racconta di una ragazza che è andata in fabbrica e vi ha lavorato tutta la vita.